# Musée militaire national du roi Ferdinand Ier
Le Musée militaire national du roi Ferdinand Ier (en roumain : Muzeul Militar Național "Regele Ferdinand I"), située au 125-127 rue Mircea Vulcănescu à Bucarest en Roumanie, a été créée le 18 décembre 1923 par le roi Ferdinand Ier,. Il se trouve sur son site actuel depuis 1988, dans un bâtiment achevé en 1998.

## Au cinéma
Le film de 2018 Peu m'importe si l'histoire nous considère comme des barbares a été partiellement tourné dans les locaux du musée, à l'intérieur et dans la cour.

## Galerie

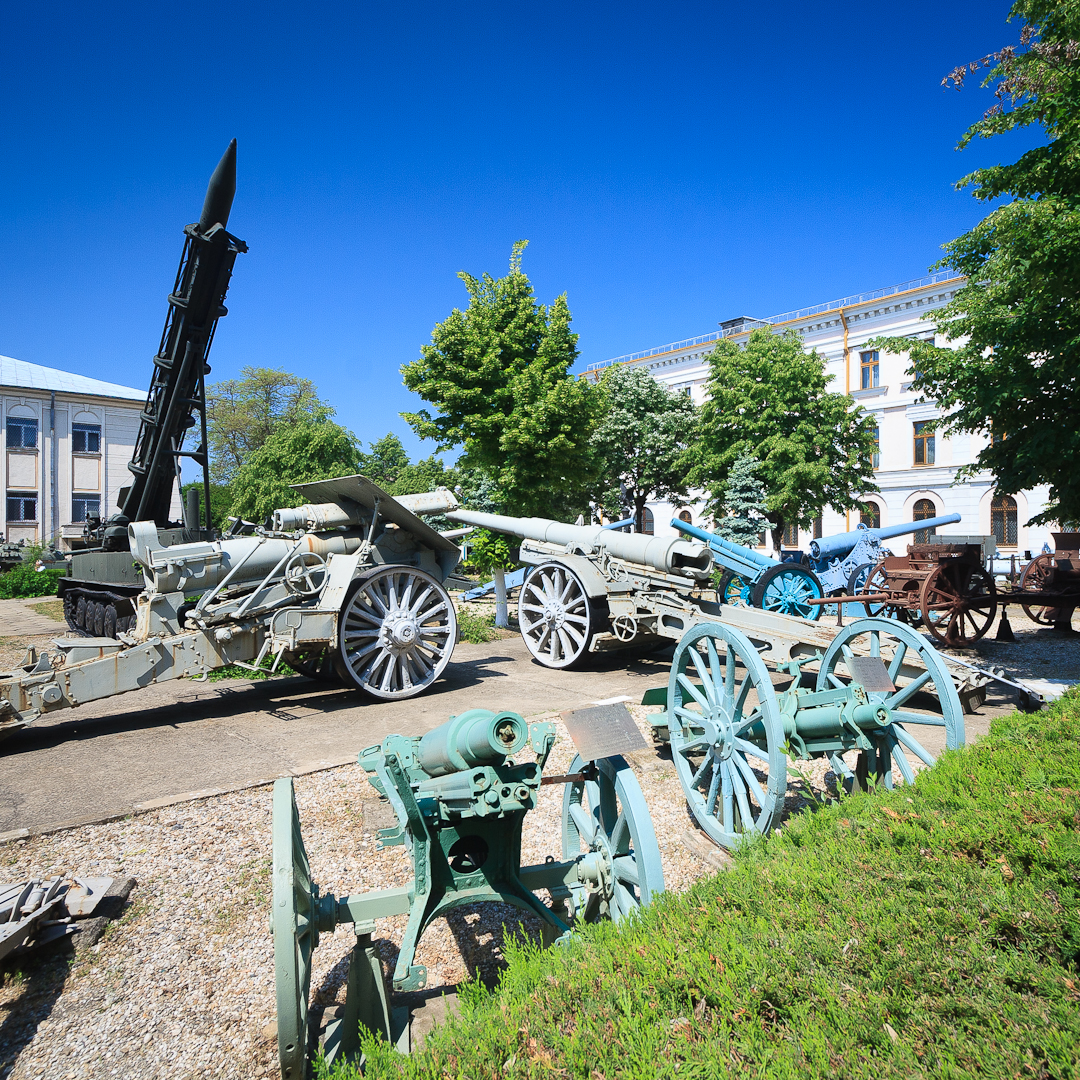
Arrière-cour du musée
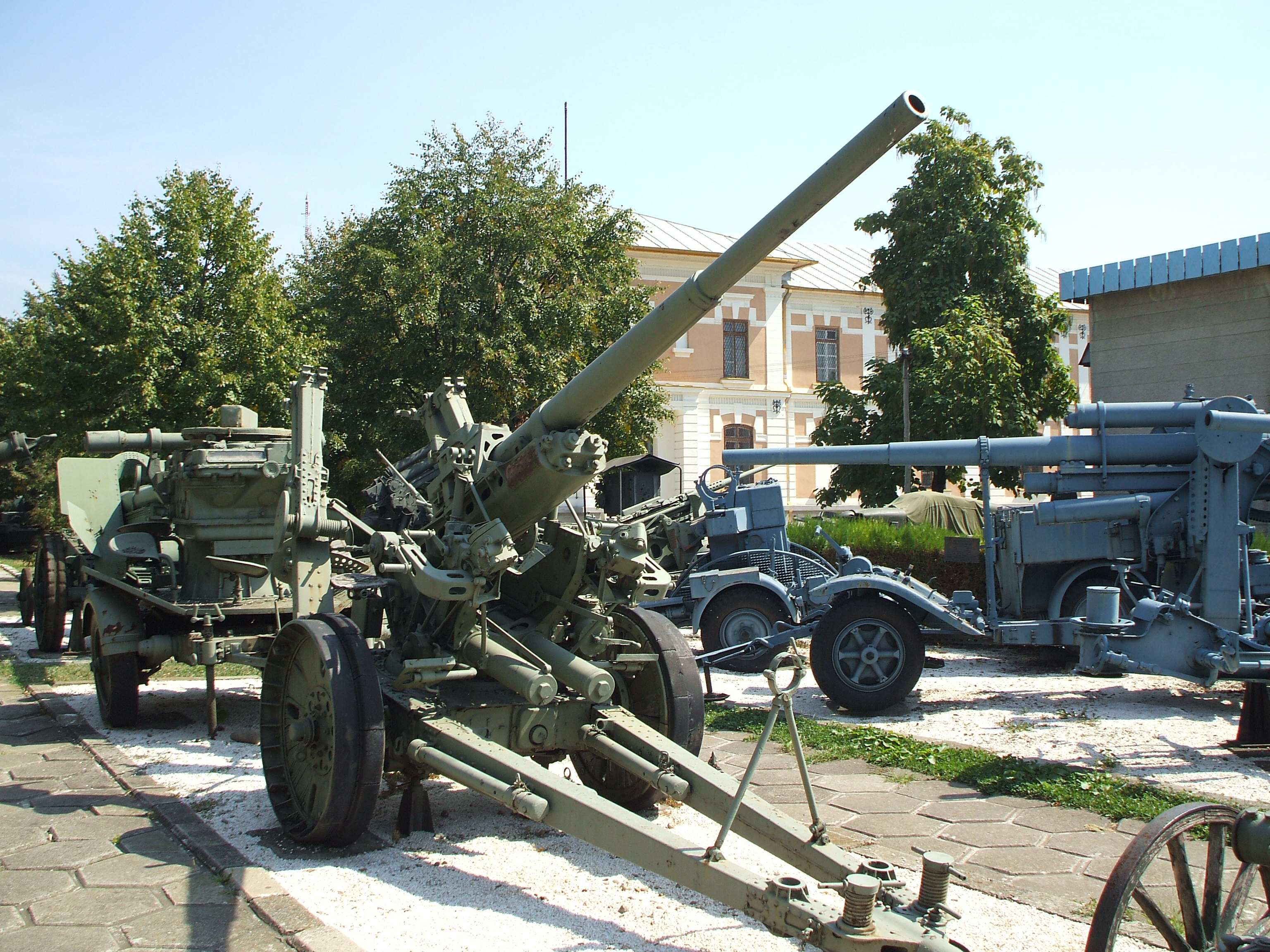
Un canon anti-aérien Vickers/Reșița
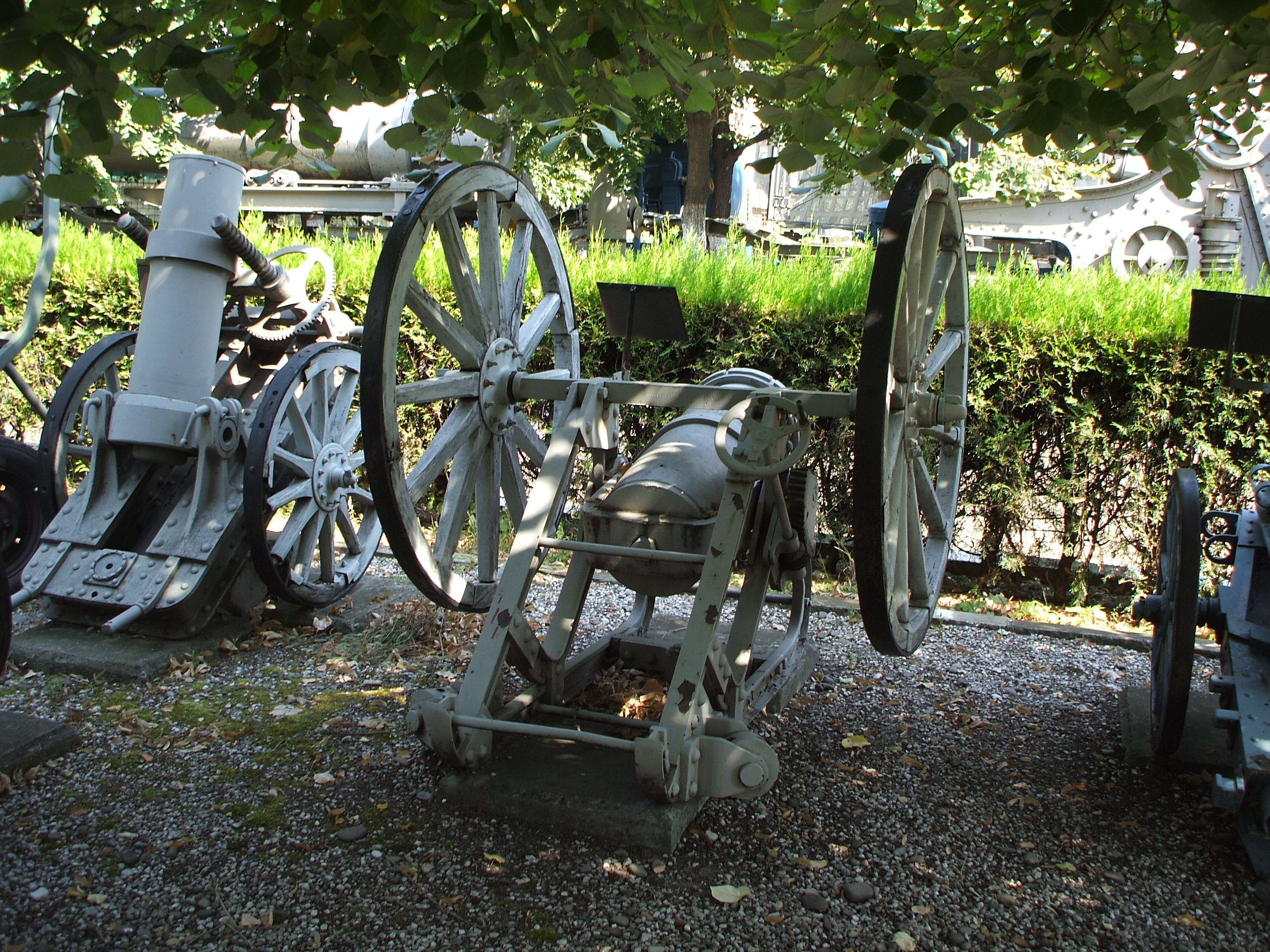
Mortier lourd Negrei Model 1916
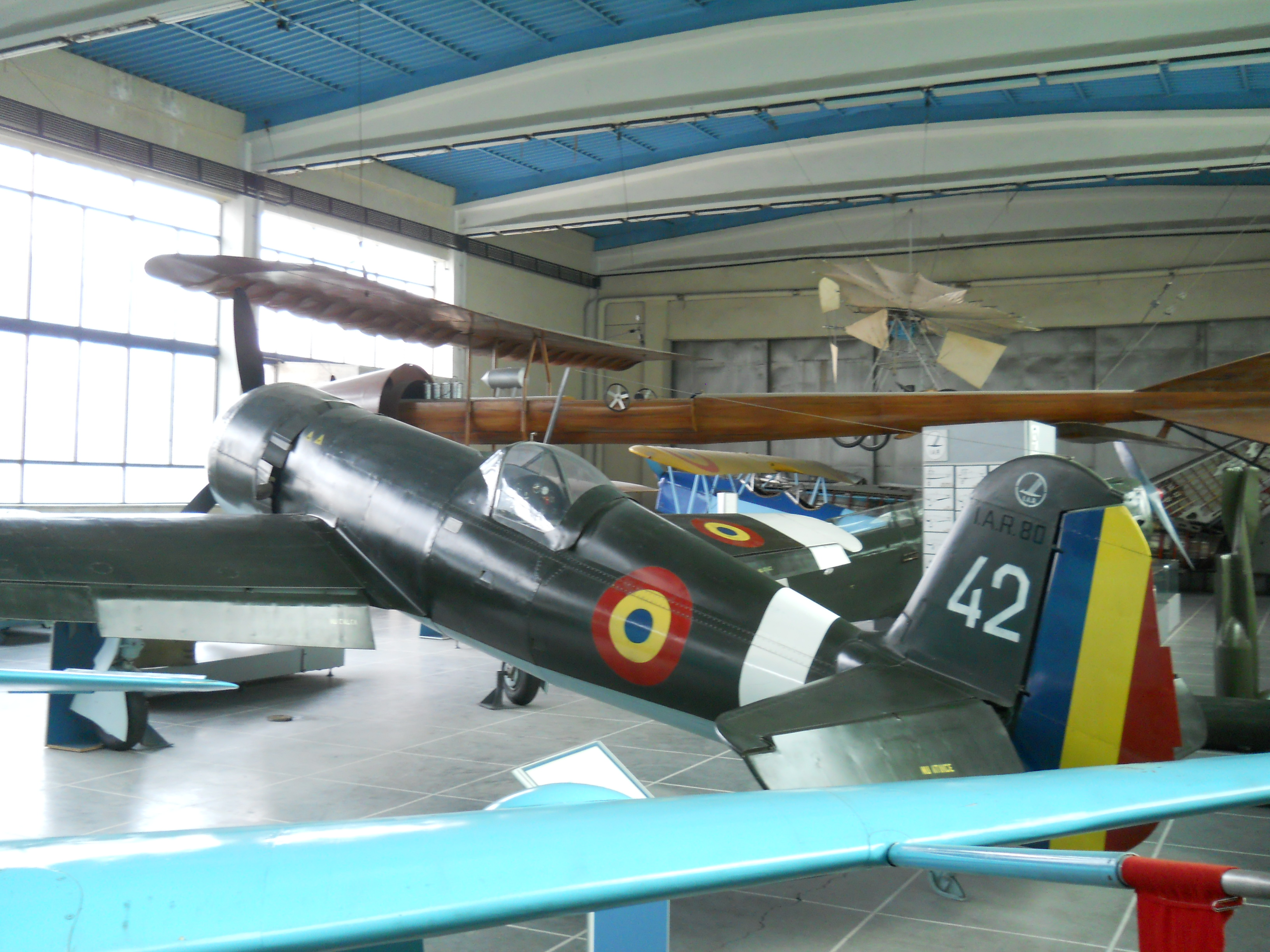
Replique d'un avion IAR-80
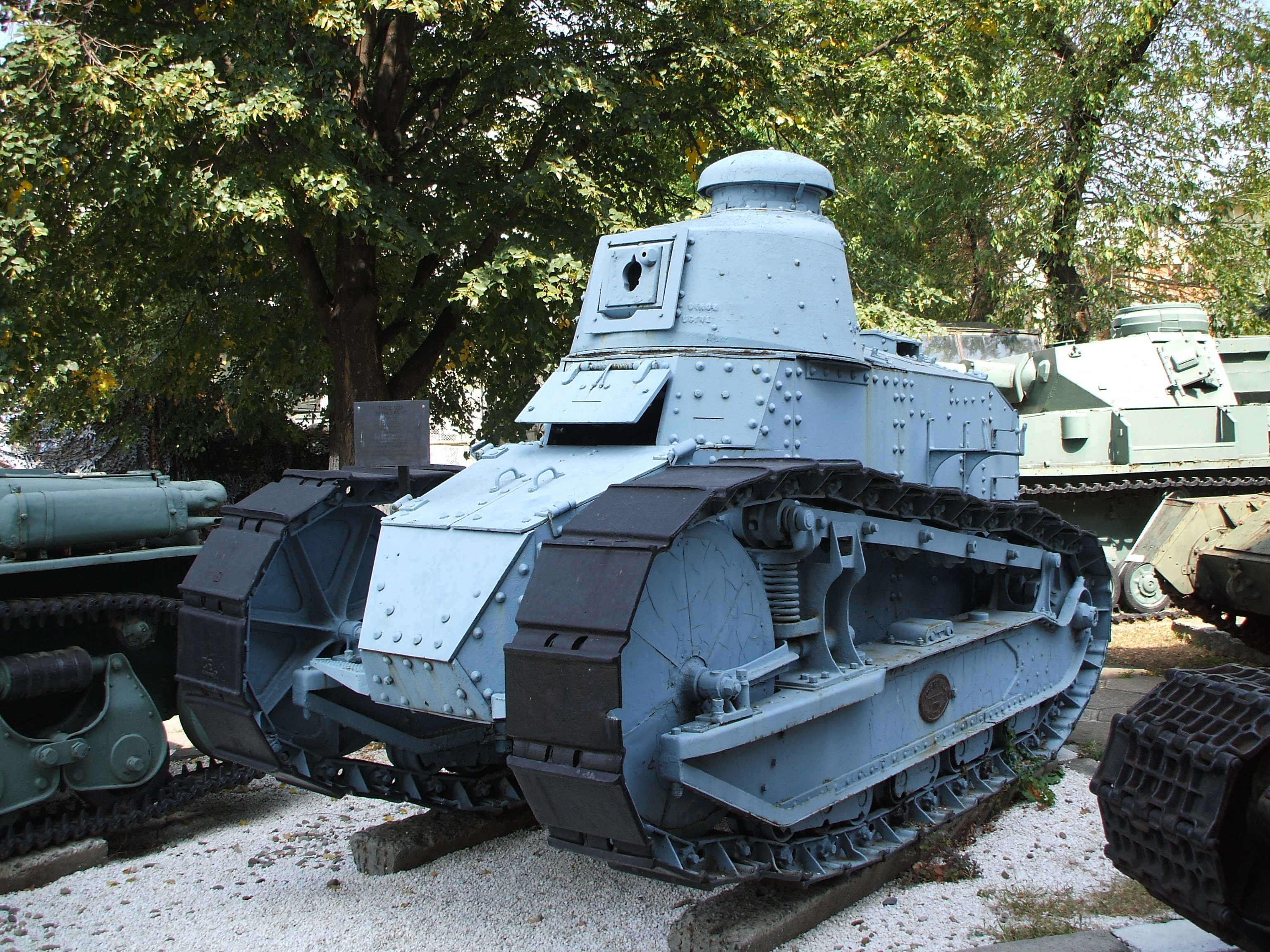
Un char Renault FT
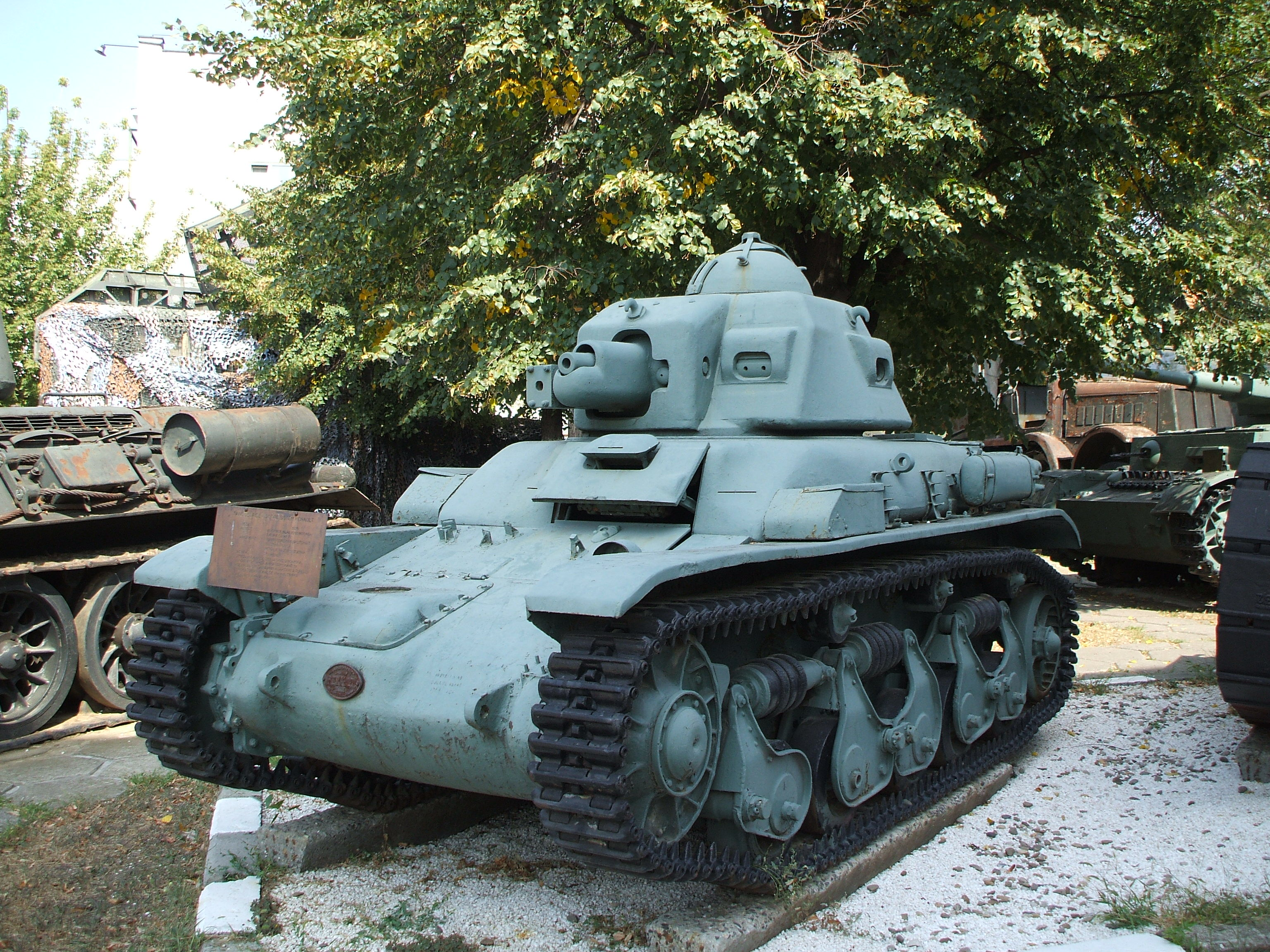
Un char Renault R35
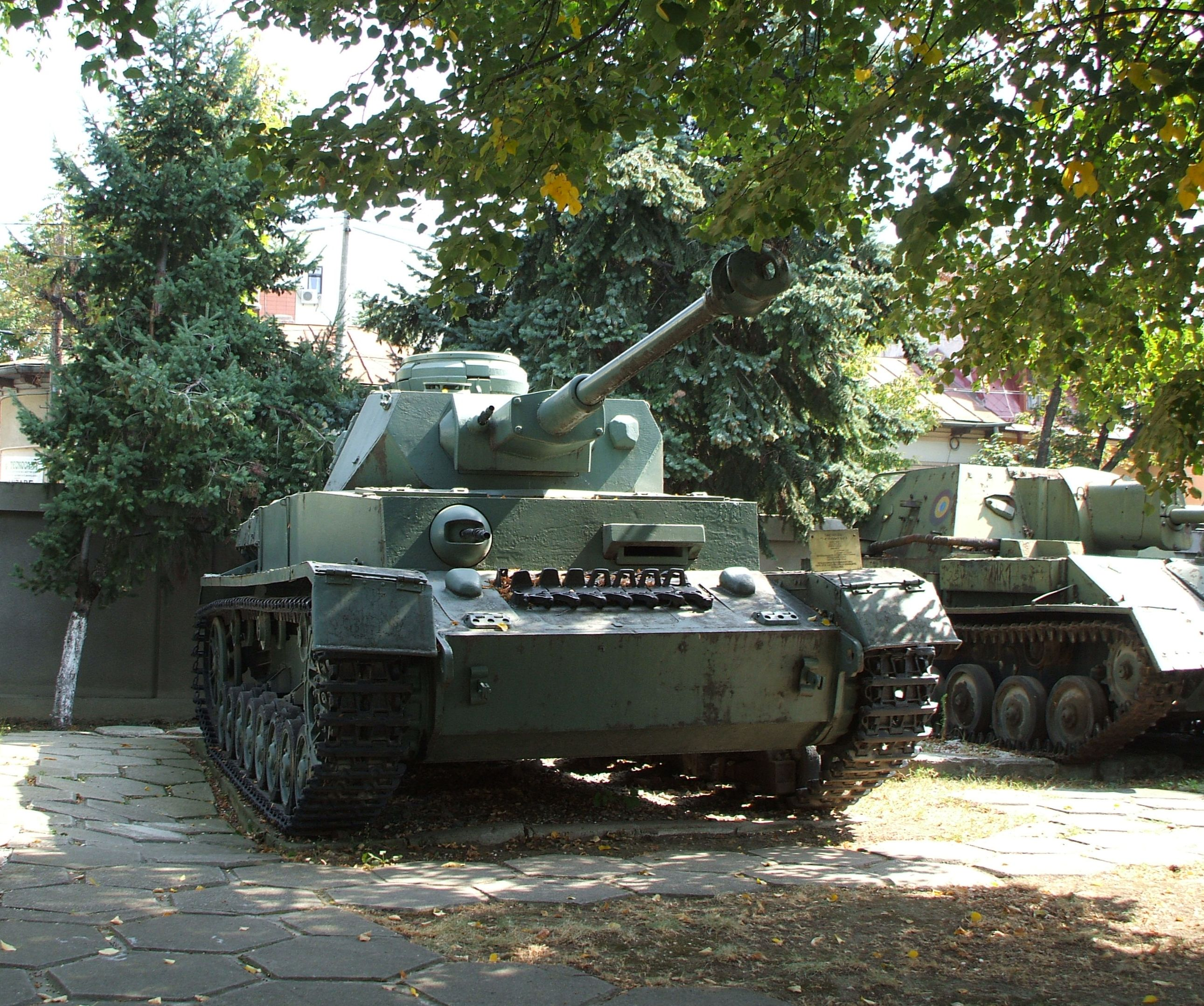
Un char Panzer IV
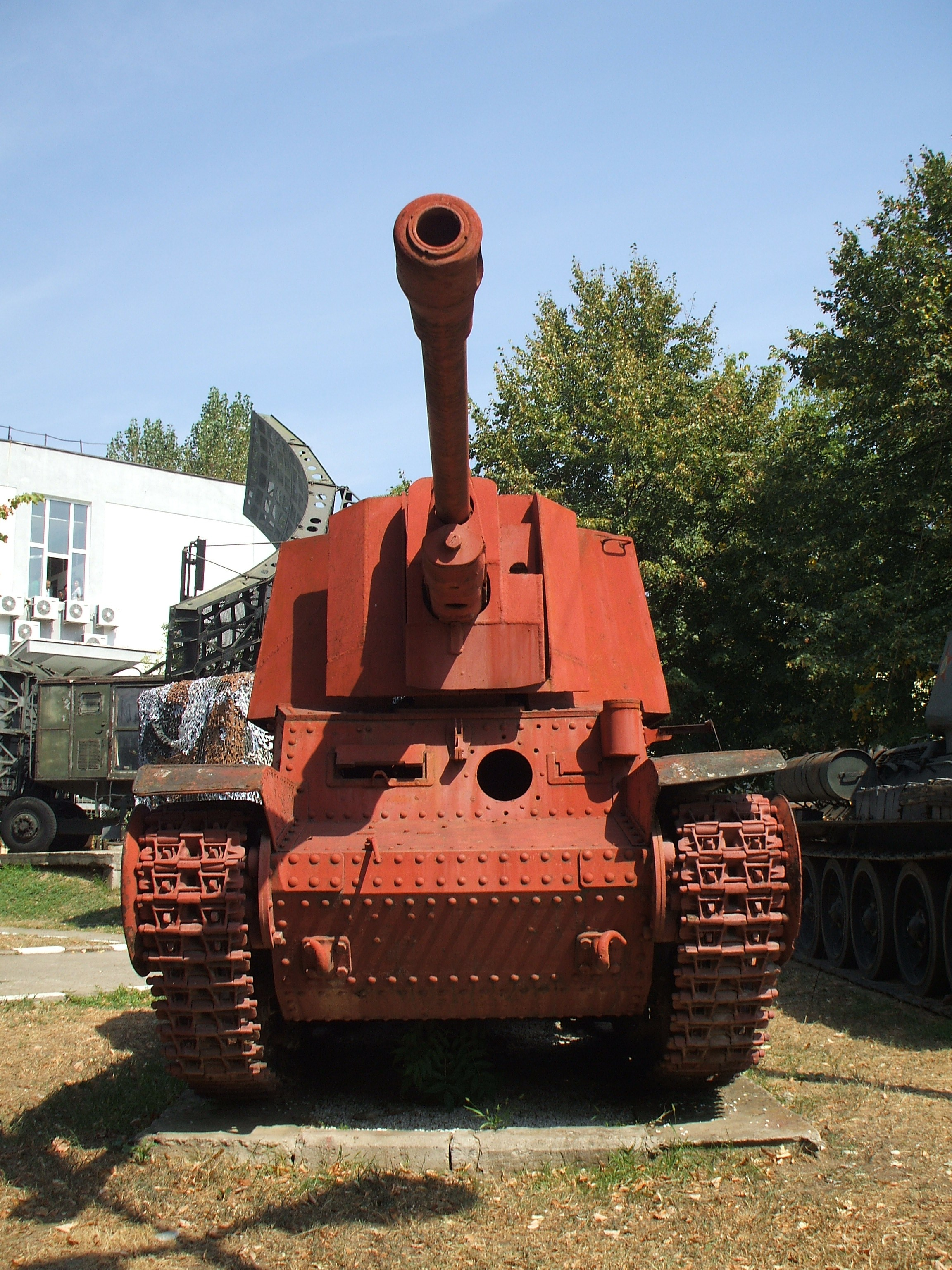
Canon auto-moteur anti-char TACAM R-2, seul exemplaire existant encore aujourd'hui.